# Brasiliens självständighetsdag
Brasiliens självständighetsdag (portugisiska: Dia da Independência), allmänt kallad Sete de Setembro (7 september), är en  nationell helgdag i Brasilien som firas den 7 september varje år. Den dagen minns man Brasiliens självständighetsförklaring från Portugal den 7 september 1822.

## Firande
- Federal lag N° 662, utfärdad 4 april 1949, gjorde dagen en till en betald allmän helgdag.[1][2]
- Federal lag N° 5.571, utfärdad 28 november 1969, ledde till ett protokoll för firandet av självständighetsdagen.[3]

### Fotnoter
1. ↑  (portugisiska). Lei No 662, de 6 de Abril de 1949. Presidência da República. Läst 5 juli 2009.
2. ↑  (portugisiska) Decreto Nº 27.048 de 12 de Agosto de 1949. Presidência da República. Läst 5 juli 2009.
3. ↑  (portugisiska) Lei Nº 5.571, de 28 de Novembro de 1969. Soleis.adv.br. Läst 5 juli 2009.